# Club Baloncesto Collado Villalba
Il Club Baloncesto Collado Villalba fu una società cestistica avente sede a Collado Villalba, in Spagna. Fondata nel 1922, ha giocato per sei anni nel massimo campionato spagnolo, la Liga ACB.
Nella stagione 1990-91, Jesús Gil acquistò la squadra e la fece diventare la sezione cestistica dell'Atlético de Madrid, ma l'anno successivo la società si sciolse.